# El pez en el agua
El pez en el agua (”Fisken i vattnet”) är en bok skriven av den peruanske författaren och nobelpristagaren i litteratur 2010 Mario Vargas Llosa. Boken, i vilken han berättar sina memoarer, utkom första gången på spanska 1993.

## Handling
I alternerande kapitel berättar han minnen från två centrala perioder i sitt liv. Den första perioden börjar vid slutet av 1946, en period i sin barndom då han fick veta att hans far inte hade dött, utan var skild från hans mor. Hans far hade lämnat fru och barn strax efter födseln av sin son och återvänder ruinerad efter tio år för att leva med familjen. Far och son-relationen är motstridig och ibland fysiskt våldsam. Valet som Mario Llosa Vargo gör att börja studera vid Leoncio Prado är en möjlighet för honom att vid 14 års ålder komma bort från familjen. Perioden slutar vid 1958, det år som den unge författaren lämnade Peru för att bosätta sig i Europa. Den andra perioden innefattar det peruanska presidentvalet, efter valnederlaget i andra valomgången mot Fujimori, som avslutades den 13 juni 1990 med en annan resa till Europa vilken torde innebära att, som tidigare, en ny fas i livet börjar för författaren som pånytt kan "inta en central plats".
Den kraftiga övertygelsen och öppenheten i beskrivningen om sitt personligt liv som här berättas  och dess starka och passionerade övertygelse gör uttryckskraften i vittnesmålet i boken inte bara oundvikligt, utan också spännande och gör boken till en av de viktigaste böckerna i Mario Vargas Llosas författarskap.
Utan tvekan, och utan att beröra de kvaliteter som beskrivs ovan, så innehåller El pez en el agua (”Fisken i vattnet”) också avsnitt som är diskutabla, till exempel de där han hårt kritiserar peruanska intellektuella som någon gång har uttryckt en annan mening än Vargas Llosa, som den då döende författaren Julio Ramón Ribeyro, hans vän under nästan 30 år, som dog i cancer kort efter publiceringen av dessa memoarer. De hade träffats första gången 1958 och varit kollegor på Agence France-Presse.